# تريفور وليامز
تريفور وليامز (بالإنجليزية: Trevor Williams)‏ هو لاعب كرة قاعدة أمريكي، ولد في 25 أبريل 1992 في سان دييغو في الولايات المتحدة.

## وصلات خارجية
- تريفور وليامز على موقع دوري كرة القاعدة الرئيسي (الإنجليزية)
- تريفور وليامز على موقعبيزبول رفرنس.كوم (الدوري الرئيسي) (الإنجليزية)
- تريفور وليامز على موقعبيزبول رفرنس.كوم (الدوري الثانوي) (الإنجليزية)
- تريفور وليامز على موقع إي إس بي إن.كوم (أم.أل.بي) (الإنجليزية)
- تريفور وليامز على موقع مشجعي الرسوم البيانية (الإنجليزية)